# فيامارين (أورينسي)
بلدية فيامارين (بالإسبانية: Villamarín) هي بلدية تقع في مقاطعة أورينسي التابعة لمنطقة غاليسيا شمال غرب إسبانيا.

## الديموغرافيا
بلغ عدد سكان بلدية فيامارين 2.162 نسمة عام 2011 (وفقاً للمعهد الوطني للإحصاء الإسباني).
| 2.269 | 2.271 | 2.253 | 2.321 | 2.281 | 2.215 | 2.162 |